# Achelia hoekii
Achelia hoekii là một loài nhện biển trong họ Ammotheidae. Loài này thuộc chi Achelia. Achelia hoekii được miêu tả khoa học năm 1889 bởi Pfeffer.